# Took My Love
"Took My Love" é o segundo single promocional do rapper americano Pitbull para o sexto álbum de estúdio Planet Pit. O single contém participação de RedFoo do LMFAO, Vein e David Rush e foi escrito e produzido por Pitbull e RedFoo. Ele será usado como a canção oficial do "Miss América 2012".

## Posições
| Posições (2011)                      | Melhores posições |
| ------------------------------------ | ----------------- |
| Austrália (ARIA)                     | 26                |
| Austria (Ö3 Austria Top 75)          | 26                |
| Bolívia (Top 20)                     | 15                |
| Brasil (Hot 100 Airplay)             | 82                |
| Canadá (Canadian Hot 100)            | 99                |
| Panamá (Los 40)                      | 14                |
| Peru (Top 100)                       | 84                |
| Polónia (Dance Top 50)               | 92                |
| Espanha (PROMUSICAE)                 | 38                |
| Suécia (Media Control AG)            | 47                |
| U.S. Billboard (Hot Dance Club Play) | 33                |
| Venezuela (Venezuelan Singles Chart) | 53                |

## Histórico de lançamento
| País           | Data                   | Formato          |
| -------------- | ---------------------- | ---------------- |
| Estados Unidos | 13 de dezembro de 2011 | Rhythmic radio   |
| Estados Unidos | 3 de janeiro de 2012   | Mainstream radio |